# Wilhelm Schmid (Philologe)

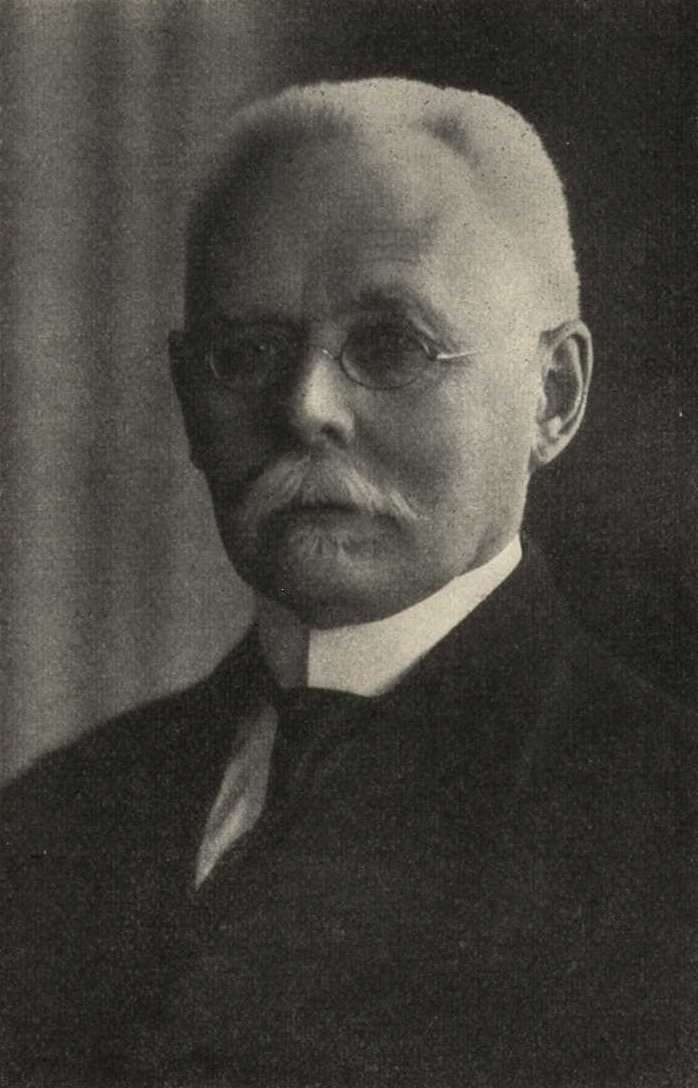
Wilhelm Schmid

Wilhelm Schmid (* 24. Februar 1859 in Künzelsau; † 6. November 1951 in Tübingen) war ein deutscher Klassischer Philologe.

## Leben
Wilhelm Schmid, der Sohn Apothekers Heinrich Schmid und seiner Frau Karoline geb. Meßner, besuchte von 1866 bis 1871 die Volks- und Realschule in Künzelsau und anschließend das Gymnasium zu Heilbronn. Ab 1877 studierte er Klassische Philologie an der Universität Tübingen (sowie für einige Monate 1878/1879 an der Universität Straßburg). Er war seit dem Wintersemester 1877/78 Mitglied der Studentenverbindung AV Igel Tübingen. Nach der ersten philologischen Dienstprüfung (1881) arbeitete er als Hilfslehrer am Gymnasium zu Schwäbisch Hall, wo er 1883 die zweite Dienstprüfung ablegte. 1884 wechselte er als Gymnasialvikar an das Karls-Gymnasium Stuttgart. 1885 wurde er an der Universität Tübingen bei Erwin Rohde mit der Dissertation Über die Gemälde des älteren Philostratos zum Dr. phil. promoviert und unternahm anschließend eine Forschungs- und Bildungsreise nach Griechenland, Italien und Sizilien (bis 1886). Nach seiner Rückkehr arbeitete er für kurze Zeit als Hilfslehrer am Karlsgymnasium, zog aber noch im selben Jahr nach Tübingen und habilitierte sich dort im Sommer 1887. 1889 erhielt er einen Lehrauftrag für Gymnasialpädagogik, Paläographie und Epigraphik sowie Stilübungen am philologischen Seminar.
1893 wurde Schmid in Tübingen zum außerordentlichen Professor ernannt, 1898 zum ordentlichen Professor (als Nachfolger von Otto Crusius). Er wirkte in Tübingen bis zu seiner Emeritierung 1926 und darüber hinaus.
Schwerpunkt der wissenschaftlichen Arbeit Schmids war die antike griechische Literatur. Zusammen mit Otto Stählin führte er Wilhelm von Christs Geschichte der griechischen Literatur für das Handbuch der Altertumswissenschaft fort. Neben einer mehrbändigen Untersuchung über den Attizismus in der kaiserzeitlichen griechischen Literatur verfasste er Artikel für Paulys Realencyclopädie der classischen Altertumswissenschaft und war von 1927 bis 1943 Mitherausgeber der Tübinger Beiträge zur Altertumswissenschaft.
Schmid war verheiratet mit Emma Kauffmann, der Tochter des Tübinger Universitätsmusikdirektors Emil Kauffmann (1836–1909) und der Emma geb. Tritschler (1834–1915).
Schmids Sohn war der Musikwissenschaftler Ernst Fritz Schmid (1904–1960), sein Schwiegersohn der Lehrer und Historiker Wilhelm Pfleiderer (1878–1953).

## Schriften
- Der Atticismus in seinen Hauptvertretern von Dionysius von Halikarnass bis auf den zweiten Philostratus. 5 Bände. Stuttgart 1887–1897. Nachdruck Olms, Hildesheim 1964.
- Verzeichnis der griechischen Handschriften der Königlichen Universitätsbibliothek zu Tübingen. Tübingen 1902.
- Untersuchungen zum gefesselten Prometheus. Kohlhammer, Stuttgart 1929.
- als Herausgeber: Wilhelm v. Christs Geschichte der griechischen Litteratur. 5 Bände. C. H. Beck, München 1929–1948 (= Handbuch der Altertumswissenschaften. Abteilung 7).